# 黒田善太郎
黒田 善太郎（くろだ ぜんたろう、1879年（明治12年）2月7日 - 1966年（昭和41年）3月27日）は、日本の実業家。コクヨの創業者。
長男は黒田暲之助、三男は黒田靖之助。孫に黒田章裕、曽孫に黒田英邦、黒田卓也。義子に原信太郎。

## 来歴・人物
富山県富山市出身。
20歳の時、故郷を離れて大阪市へ出て紙店につとめる。1905年、27歳で「黒田表紙店」を創業。表紙の質の良さなどで販売を伸ばし、基礎を築く。
1917年、「（越中）国の誉れとなるように」と「国誉（現在のコクヨ）」と商標を定める。1961年、社名を「コクヨ株式会社」に変更。和式帳簿を主体として出発したが、洋式帳簿を手始めに、現在オフィス全般の製品販売をこなしている。
テレビ東京系列で放送された『オンリーワンの原点』において、黒田の創業ビジョンである「カスの商売」（面倒でやっかいで儲からないが、世のため人のためになる仕事をやり続けようとする考え）について採り上げられた。
国立富山大学にある黒田講堂は、黒田の寄贈によるものである。
1966年3月27日死去。享年87。

## 関連書籍
- 小家敏男『天職に光あり　コクヨ黒田善太郎伝』　朝日書院、1966年
- 『私の履歴書』24　日本経済新聞社、1987年
- 大森映『日本の財界と閨閥』　学藝書房、1988年
- 佐藤朝泰『豪閥 地方豪族のネットワーク』　立風書房、2001年